# Conjunt de les parts

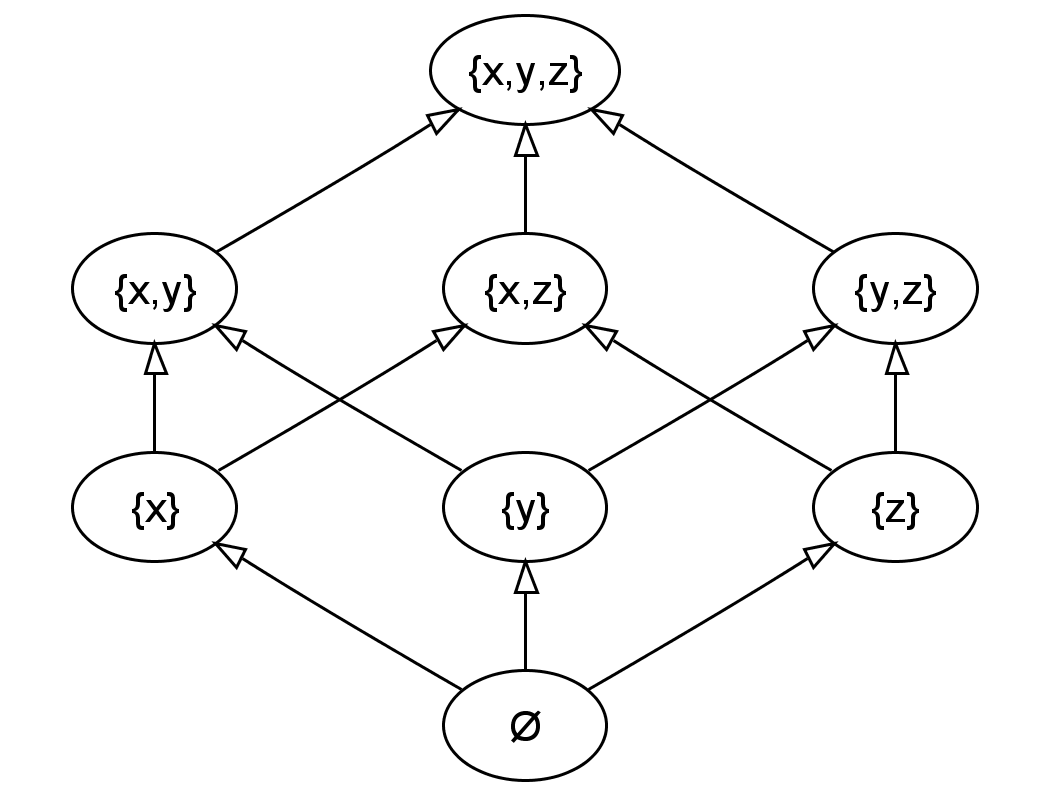
Diagrama del conjunt de les parts.

Donat un conjunt S, es defineix el conjunt de les parts de S o conjunt potència de S, escrit {\displaystyle {\mathcal {P}}(S)}, P(S), ℘(S), o 2S, com el conjunt de tots els subconjunts de S. Per exemple, si S és el conjunt {a, b, c} aleshores la llista completa dels subconjunts de S és:
- {Ø} (conjunt buit)
- {a}
- {b}
- {c}
- {a,b}
- {a,c}
- {b,c}
- {a,b,c}

Per tant, el conjunt de les parts de S serà:
{\displaystyle {\mathcal {P}}(S)=\{\varnothing ,\{a\},\{b\},\{c\},\{a,b\},\{a,c\},\{b,c\},\{a,b,c\}\}}
Si S és un conjunt finit amb card (S) = n elements, aleshores el conjunt de les parts de S conté card(℘(S))= 2n elements.

## La notació 2S
En la teoria de conjunts, XY és el conjunt de totes les funcions d'Y a X. Com que 2 pot ser definit com a {0, 1} (vegeu nombre natural), 2S és el conjunt de totes les funcions de S a {0, 1}.
Cada funció en 2S està en correspondència bijectiva amb un subconjunt de S (l'antiimatge d'1) i, per tant, els dos conjunts 2S i {\displaystyle {\mathcal {P}}(S)} són equipotents.